# Ямаха (стадион)
Стадион «Ямаха» (яп. ヤマハスタジアム Ямаха Сутадзиаму) — футбольный стадион, расположенный в городе Ивата, префектура Сидзуока, Япония. Является домашней ареной клуба Джей-лиги «Джубило Ивата» и клуба регбийной Топ-лиги «Ямаха Джубило». Стадион был открыт в 1978 году и на данный момент вмещает 16 879 зрителей.